# Gangnam Style
Gangnam Style (강남스타일) ist ein K-Pop-Lied des südkoreanischen Rappers Psy. Es verdankt seine weltweite Popularität der Verbreitung als Video bei YouTube. In zahlreichen Ländern Europas und Amerikas erreichte es die Spitze der Hitparade. Am 20. September 2012 wurde Gangnam Style als das beliebteste Video (mit den meisten „Like“-Klicks) in der bisherigen Geschichte YouTubes ins Guinness-Buch der Rekorde aufgenommen. Der Rekord wurde am 17. November 2016 von Wiz Khalifa und Charlie Puth mit dem Lied See You Again eingestellt. Darüber hinaus war das Video bis Juli 2017 mit knapp 2,9 Milliarden Aufrufen das meistgesehene Video zu diesem Zeitpunkt auf YouTube.

## Hintergrund

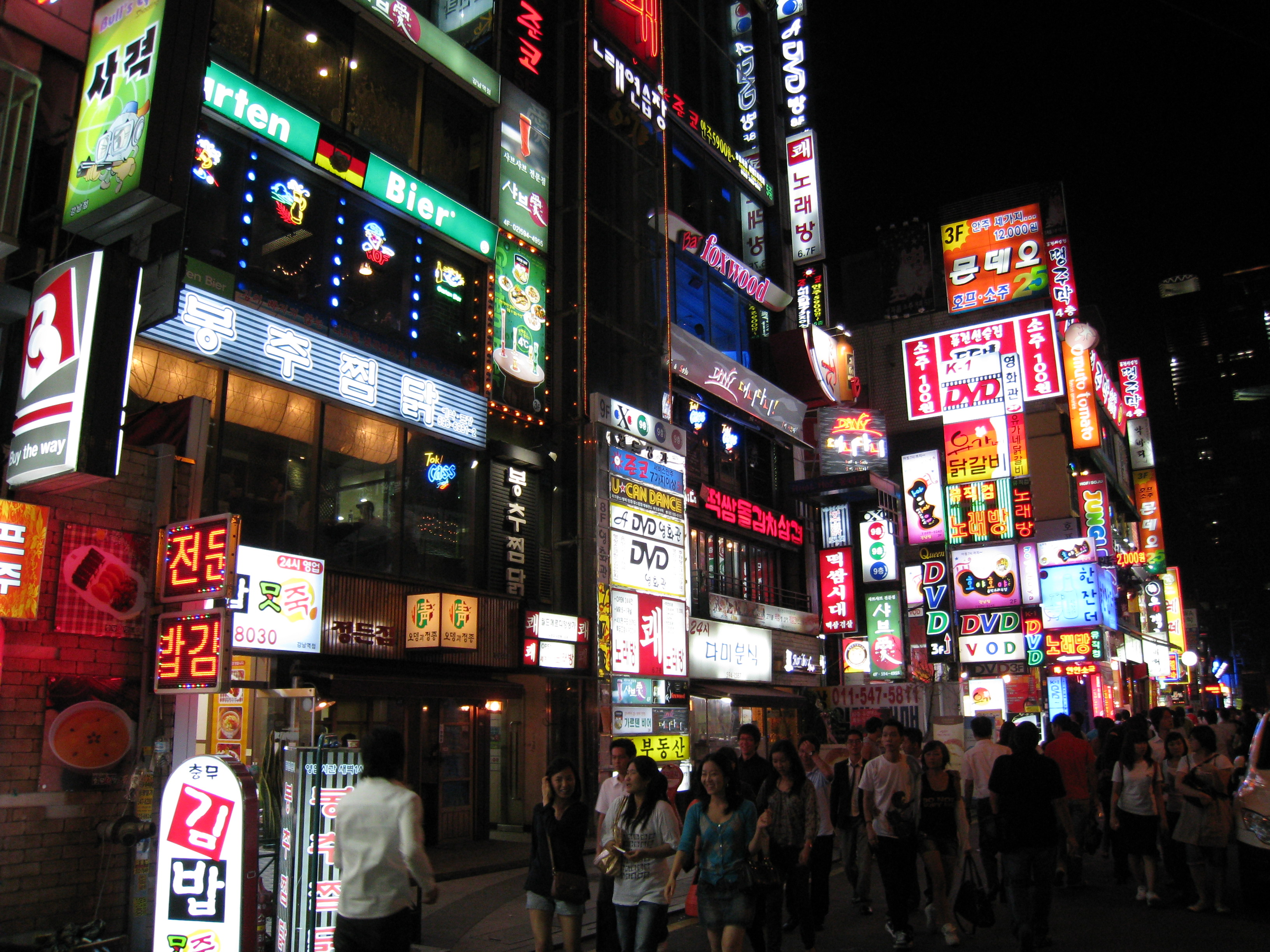
Das Stadtviertel Gangnam in Seoul

K-Pop ist ein Sammelbegriff für koreanischsprachige Popmusik. Seit Jahren drängten die meisten K-Pop-Bands und Musiker auf Erfolge außerhalb ihres Heimatlandes. Trotz gezielter Förderung durch die südkoreanische Regierung blieb die Popularität von K-Pop weitgehend auf Asien beschränkt. Das aufkeimende Interesse der Social Media in der 2000er-Dekade gilt als Wendepunkt; seitdem haben zahlreiche K-Pop-Songs im Westen, vor allem durch die Verbreitung über YouTube, immer mehr an Bedeutung gewonnen. Laut der Nachrichtenagentur Reuters hat K-Pop dank Psys Gangnam Style den Durchbruch auf dem US-amerikanischen Musikmarkt geschafft.
Am 15. Juli 2012 wurde Gangnam Style von dem Musiklabel YG Entertainment veröffentlicht. Zahlreiche US-amerikanische Medien bezeichneten 2012 als das Jahr, in dem K-Pop nicht zuletzt dank des Erfolges von Gangnam Style die USA erreichte.

### Interpretation
Der Song ist als Parodie konzipiert. Demzufolge bezeichnet Gangnam Style den verschwenderischen und luxuriösen Lebensstil, den man mit dem Bezirk Gangnam der südkoreanischen Hauptstadt Seoul verbindet. Psy karikiert dabei die Bemühungen zahlloser Menschen, diesen Lebensstil zu imitieren, insbesondere im Nachtleben. Dabei wiederholt er immer wieder die Textzeile „오빤 강남 스타일“ Oppan Gangnam Style (deutsch Der große Bruder hat den Gangnam Style). Mit „großer Bruder“ meint Psy sich selbst, denn in Südkorea ist es nicht ungewöhnlich, dass jüngere Frauen ältere Bekanntschaften „großer Bruder“ nennen, um ein Gefühl der Vertrautheit zu schaffen.
Der südkoreanischen Nachrichtenagentur Yonhap gegenüber sagte Psy, sein Motto laute: „Sei lustig, aber sei nicht dumm.“ Viele Koreaner sind der Meinung, dass sich Psy in seinem Musikvideo nicht über eine bestimmte Gesellschaftsschicht lustig macht, sondern eher über sich selbst.

### Produktion
Gangnam Style wurde von Psy und dem Liedtexter Yoo Gun-hyung geschrieben. Das Musikvideo wurde an verschiedenen Örtlichkeiten in Gangnam gedreht und war ursprünglich nur für das K-Pop-Publikum gedacht. Der weltweite Erfolg des Videos überraschte sowohl den Produzenten des Videos als auch den Künstler. Beteiligt waren unter anderem:
- Hyuna: Popsängerin und ehemaliges Mitglied der Girlgroup 4minute[7]
- Daesung und Seungri: Mitglied und ehemaliges Mitglied der K-Pop-Band Big Bang[8]
- Yoo Jae-suk: Fernsehmoderator und Komiker[7][9]
- Noh Hong-chul: Schauspieler und südkoreanischer Unternehmer[7]

## Erfolg und Auswirkungen
Wenige Tage nach Erscheinen des Videos zu Gangnam Style auf YouTube drehten Fans aus der ganzen Welt Parodien von Gangnam Style und stellten sie ins Netz.
Am 20. September 2012 wurde Gangnam Style als das beliebteste Video (mit den meisten „Like“-Klicks) in der bisherigen Geschichte YouTubes ins Guinness-Buch der Rekorde aufgenommen. Der Rekord wurde am 17. November 2016 von Wiz Khalifa und Charlie Puth mit dem Lied See You Again eingestellt. Das Video erreichte am 21. Dezember 2012 als erstes Video überhaupt eine Milliarde und am 31. Mai 2014 über zwei Milliarden Aufrufe und war bis Juli 2017 mit knapp 2,9 Milliarden Aufrufen das meistgesehene Video zu diesem Zeitpunkt von YouTube. Inzwischen verzeichnet das Originalvideo über 5,5 Milliarden Aufrufe und 30 Millionen „Like“-Klicks auf YouTube und über 5,4 Millionen Kommentare (Stand: Mai 2025). Im Monat November des Jahres 2012 wurde es auf YouTube jeden Tag 7 bis 10 Millionen Mal abgerufen. Die Beliebtheit des Musikvideos sei mit einer bis dahin nicht da gewesenen Geschwindigkeit gewachsen, erklärte YouTube. Psy verzichtete auf die Verwertungsrechte.

### Popkultur

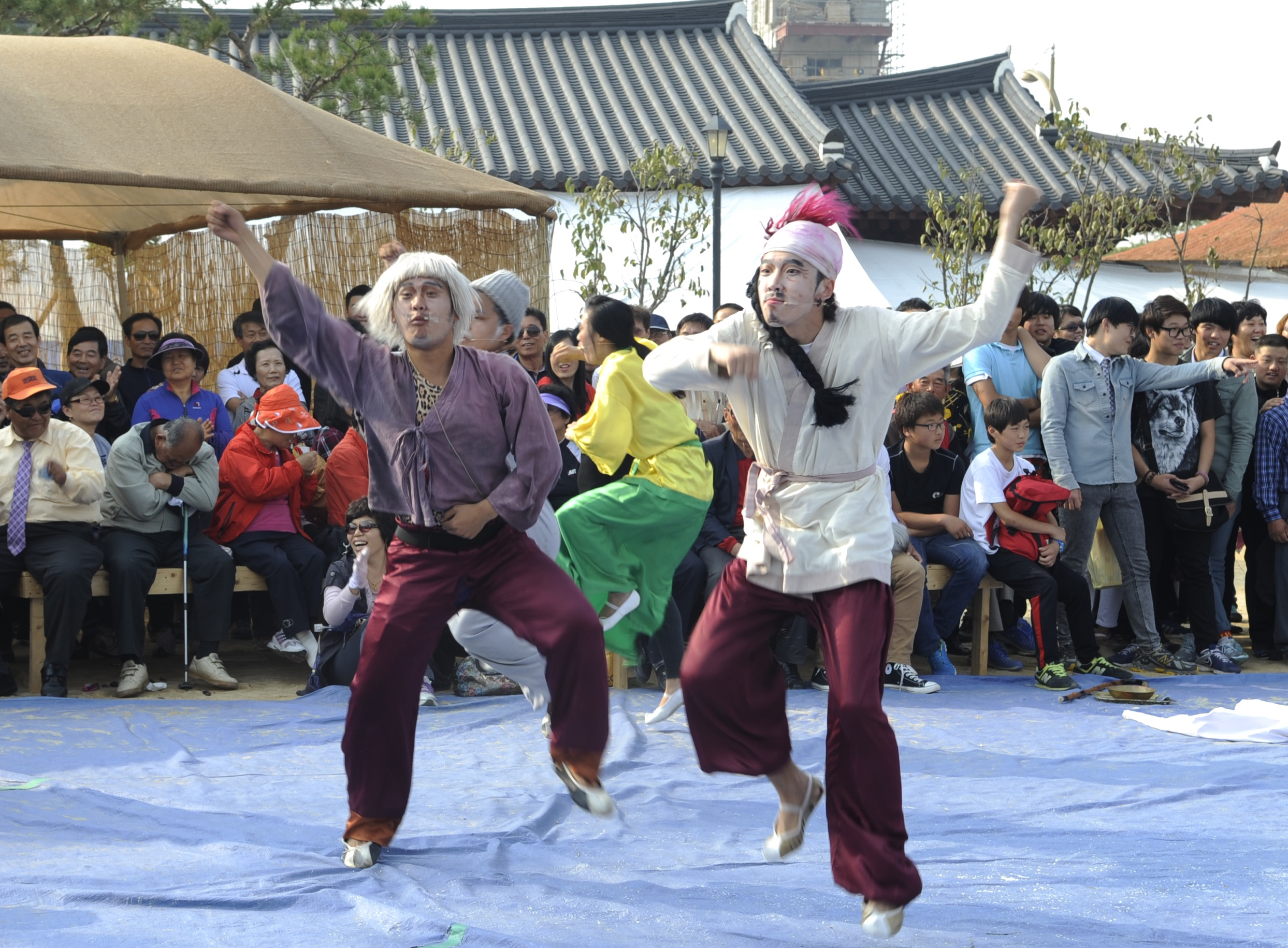
Tänzer des Gangnam Style auf dem Gimje Horizon Festival

Durch zahlreiche Twitter-Beiträge von Musikern aus den USA und Großbritannien wurde Gangnam Style im englischen Sprachraum sowie in Europa bekannt, wo Psy die Charts erklimmen konnte. Laut des Spiegels verdankt Psy seinen Erfolg in den USA u. a. Katy Perry, die auf Twitter das Video zu Gangnam Style postete. Evan Ramstad, ein Journalist aus der Abteilung „Korea Real Time“ des Wall Street Journals, schrieb: „T-Pain’s tweet sent it (Gangnam Style) into the stratosphere.“
Nach Erscheinen des Videos zu Gangnam Style zeigte der Musikmanager von Justin Bieber, Scooter Braun, Interesse an einer Zusammenarbeit mit Psy. Psy reiste daraufhin Anfang September 2012 in die USA, wo er bei dem Major-League-Baseball-Spiel zwischen den Los Angeles Dodgers und den San Francisco Giants den anwesenden 43.000 Zuschauern Tanzeinlagen bot. Im gleichen Monat wurde bekanntgegeben, dass Psy bei Island Records unter Vertrag steht.
Laut des Journalisten der Frankfurter Allgemeinen, Carsten Germis, haben zahlreiche Jugendliche von Seoul bis Chicago Flashmobs „in Psy-Manier“ veranstaltet. Am Trocadero-Platz vor dem Eiffelturm in Paris organisierte der französische Radiosender NRJ am 5. November 2012 einen „Gangnam Style“-Flashmob, bei dem rund 20.000 Fans tanzten.
Auf den Philippinen tanzten rund tausend Insassen der Haft- und Rehabilitierungsanstalt der Stadt Cebu bei strömendem Regen ihren offiziell auf YouTube veröffentlichten Gangnam Style. Die portugiesisch-kanadische Sängerin Nelly Furtado baute den Tanz erstmals während ihres Live-in-Manila-Konzerts auf den Philippinen ein.

### Parodien

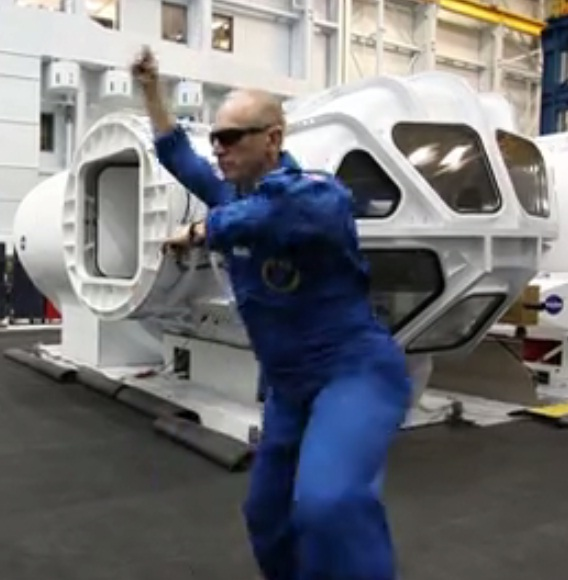
Clayton Conrad Anderson, ehemaliger Bordingenieur der Internationalen Raumstation, tanzt Gangnam Style in einer Parodie der NASA

Laut der britischen Tageszeitung The Guardian hat Psy auf Verwertungsrechte für Gangnam Style verzichtet. Damit ist es theoretisch von jedermann frei veränderbar. Schon nach wenigen Tagen drehten Fans aus der ganzen Welt Parodien und stellten sie ins Netz. Der „Gangnam Style – USNA Spirit Spot“ von Offiziersanwärtern aus der United States Naval Academy erzielte in einer Woche mehr als drei Millionen Aufrufe und wurde zusätzlich von den nationalen Medien in den USA, Kanada und Großbritannien weiter verbreitet.
Eine bemerkenswerte Parodie tanzt der chinesische, regimekritische Künstler Ai Weiwei. Er hat mit Freunden eine eigene Version des Videos gedreht und im Internet veröffentlicht. Wenige Stunden darauf war der „Pferdetanz“ in China zensiert, da Ai Weiwei ihn mit Handschellen vorführt.
Am 19. September 2012 wurde eine Parodie mit dem Untertitel „Ich bin Yushin style!“ von der nordkoreanischen Regierung auf Uriminzokkiri veröffentlicht, dem Onlinedienst des Komitees für die friedliche Wiedervereinigung Koreas, um die ehemalige Parteivorsitzende der konservativen Saenuri-Partei und Präsidentin Südkoreas, Park Geun-hye, zu parodieren. Auch im Zuge der Präsidentschaftswahl in den Vereinigten Staaten 2012 wurden Parodien zu Gangnam Style erstellt: Die Kandidaten Barack Obama und Mitt Romney wurden dabei von Doubles verkörpert.
Am 11. April 2013 veröffentlichte der deutsche YouTube-Kanal „ARD“ ein Video mit einer Parodie auf Gangnam Style aus der NDR-Satiresendung Extra 3. Das Lied wurde umgedichtet in "Ich find’ Bumm-Bumm geil" und war eine Anspielung auf die umstrittenen Atomwaffentests des nordkoreanischen Diktators Kim-Jong-un. Das Lied erreichte auf YouTube knapp 5,5 Mio. Aufrufe (Stand 10. April 2020).
Andere Organisationen, die das Lied parodieren, sind das Videoportal YouTube, die US-amerikanische Weltraumorganisation NASA, Großbritanniens Militärsender British Forces Broadcasting Service, die Umweltschutzorganisation Greenpeace, und die Menschenrechtsorganisation Amnesty International in Zusammenarbeit mit dem britischen Bildhauer Anish Kapoor.
Mit Badass Gangnam Style, erschien von der Band Start a Revolution eine Metal-Hommage an den Song; sie war unter anderem im ZDF-Sportstudio zu hören. Das dazugehörige Musikvideo gewann den Editor's Choice bei MTV. und VIVA Gedreht wurde es u. a. im ältesten deutschen SM-Club in Hamburg, dem Club de Sade.

### Südkorea
Seit Veröffentlichung des Videos im Juli 2012 hat sich der Aktienwert von DI Corporation, dem Unternehmen von Psys Vater, trotz fallender Umsätze innerhalb von drei Monaten verfünffacht. Nach dem Erfolg des Musikvideos verzeichnet Südkorea eine erhöhte Nachfrage von Touristen aus aller Welt. Jayne Clark von der USA Today schrieb, dass Gangnam Style Seoul „auf der Reisekarte platziert hatte“. Die Fluggesellschaft British Airways kündigte an, ab 2. Dezember 2012 sechsmal die Woche Flüge nach Seoul anzubieten. Wegen des Gangnam-Style-Phänomens sei die Nachfrage nach Flugtickets „enorm“ angestiegen.
Die Bank von Korea verkündete im November 2012, die Außenhandelsbilanz des Landes habe sich ins Plus gedreht; eine Ursache hierfür sei der stark steigende Export von Kulturgütern, wie Gangnam Style und anderen K-Pop-Songs.

### Musikindustrie
Die Folgen des Gangnam-Style-Phänomens auf die Musikindustrie sind weitreichend. Dem Journalisten Adam Sherwin der britischen Tageszeitungen The Independent zufolge sind zukünftige Musikstars nicht mehr gezwungen, nur auf Englisch zu singen. Er schrieb, dass die „weltweite Internetnachfrage“ nach Gangnam Style den „traditionellen Widerwillen“ britischer Rundfunksender gegen das Abspielen fremdsprachiger Lieder weitgehend abgebaut habe.
Kevin Evers von der Harvard Business Review schrieb, dass Psys Gangnam Style die Methoden des Billboard-Magazins zur Erfassung der Billboard Hot 100 verändert habe. Ab Mitte Oktober 2012 wurde neben dem Airplay im Hörfunk und den verkauften physikalischen Einheiten auch digitale Einheiten sowie Internetaufrufe in den US-amerikanischen Musikcharts berücksichtigt.

## Rezeption

### Preise
Bei den MTV Europe Music Awards 2012 in Frankfurt am Main gewann Gangnam Style in der Kategorie „Best Video“. Bei den französischen NRJ Music Awards 2013 gewann Gangnam Style zwei Trophäen für „Bestes Musikvideo“ und „Bester internationaler Song“.

### Rezensionen
Internationale Nachrichtensender und Zeitungen berichteten über Gangnam Style. In Südkorea, Skandinavien, den Niederlanden und in der englischsprachigen Welt wurde Gangnam Style von Kritikern positiv aufgefasst.
Dem Journalisten Andrew Ryan der kanadischen Tageszeitung The Globe and Mail zufolge ist das Video zu Gangnam Style das fünftgrößte Viral-Video in der Geschichte des Internets. Er schrieb am 13. September 2012, fast zwei Monate nach der Veröffentlichung des Stücks: „Während die meisten modernen Hitsongs bereits nach einigen Wochen ihre Höchstposition erreichen, ist das Gangnam-Style-Phänomen weiterhin aktuell in der nordamerikanischen Kultur.“
Jenny Manning von der britischen Tageszeitung The Sun schrieb, dass Psy durch sein Lied Gangnam Style ein weltweit bekannter Name geworden sei.

“I just saw that video for the first time… I think I can do that move. But I’m not sure that the
inauguration ball is the appropriate time to break that out. Maybe do it privately for Michelle.”

“Through his song Gangnam Style, Psy has become an international sensation, with his satirical song’s video clip – and its horse-riding-like dance moves – viewed more than half a billion times since its release in July.”

## Kommerzieller Erfolg

### Chartplatzierungen
Im Juli 2012 erreichte Gangnam Style Platz eins in Südkorea und blieb dort fünf Wochen lang. In Großbritannien war es das erste südkoreanische Lied an der Spitze der Charts. In Deutschland, Österreich und der Schweiz erreichte der Song im Oktober bzw. Anfang November 2012 Platz 1 der Charts. Am 6. Oktober erreichte Gangnam Style Platz 2 in den USA. Der Song belegte die zweite Position sieben Wochen lang und ist damit laut Billboard einer der größten Nummer-zwei-Hits. Weltweit wurden u. a. in Australien, Belgien, Dänemark, Finnland, Frankreich, Neuseeland, den Niederlanden, Norwegen, Italien, Spanien Spitzenpositionen in den Singlecharts erreicht.
| ChartsChartplatzierungen       | Höchstplatzierung | Wochen |
| ------------------------------ | ----------------- | ------ |
| Deutschland (GfK)              | 1 (50 Wo.)        | 50     |
| Österreich (Ö3)                | 1 (42 Wo.)        | 42     |
| Schweiz (IFPI)                 | 1 (42 Wo.)        | 42     |
| Südkorea (KMCA)                | 1 (24 Wo.)        | 24     |
| Vereinigte Staaten (Billboard) | 2 (31 Wo.)        | 31     |
| Vereinigtes Königreich (OCC)   | 1 (55 Wo.)        | 55     |

| ChartsJahrescharts (2012)      | Platzierung |
| ------------------------------ | ----------- |
| Deutschland (GfK)              | 8           |
| Österreich (Ö3)                | 13          |
| Schweiz (IFPI)                 | 10          |
| Vereinigte Staaten (Billboard) | 47          |
| Vereinigtes Königreich (OCC)   | 6           |

| ChartsJahrescharts (2013)      | Platzierung |
| ------------------------------ | ----------- |
| Deutschland (GfK)              | 31          |
| Österreich (Ö3)                | 36          |
| Schweiz (IFPI)                 | 20          |
| Vereinigte Staaten (Billboard) | 55          |
| Vereinigtes Königreich (OCC)   | 49          |

| ChartsJahrescharts (2010–2019) | Platzierung |
| ------------------------------ | ----------- |
| Österreich (Ö3)                | 64          |

### Auszeichnungen für Musikverkäufe
Bis Oktober 2013 wurden weltweit über 10 Millionen digitale Exemplare des Songs verkauft.
Psy

| Land/Region                  | Auszeichnungen für Musikverkäufe (Land/Region, Auszeichnung, Verkäufe) | Verkäufe   |
| ---------------------------- | ---------------------------------------------------------------------- | ---------- |
| Australien (ARIA)            | 10× Platin                                                             | 700.000    |
| Belgien (BRMA)               | 2× Platin                                                              | 60.000     |
| Brasilien (PMB)              | 10× Diamant                                                            | 2.500.000  |
| Dänemark (IFPI)              | Platin                                                                 | 30.000     |
| Deutschland (BVMI)           | 5× Gold                                                                | 750.000    |
| Finnland (IFPI)              | Gold                                                                   | 9.025      |
| Italien (FIMI)               | 3× Platin                                                              | 90.000     |
| Japan (RIAJ)                 | Gold                                                                   | 100.000    |
| Kanada (MC)                  | 4× Platin                                                              | 320.000    |
| Neuseeland (RMNZ)            | 5× Platin                                                              | 75.000     |
| Österreich (IFPI)            | 2× Platin                                                              | 60.000     |
| Schweden (IFPI)              | 4× Platin                                                              | 160.000    |
| Schweiz (IFPI)               | 3× Platin                                                              | 90.000     |
| Spanien (Promusicae)         | Platin                                                                 | 40.000     |
| Südkorea (KMCA)              | —                                                                      | 3.842.109  |
| Vereinigte Staaten (RIAA)    | 5× Platin · + 5× Platin (Videosingle)                                  | 5.250.000  |
| Vereinigtes Königreich (BPI) | 3× Platin                                                              | 1.800.000  |
| Insgesamt                    | 7× Gold · 48× Platin · 10× Diamant ·                                   | 15.876.134 |

K-Pop All-Stars

| Land/Region    | Auszeichnungen für Musikverkäufe (Land/Region, Auszeichnung, Verkäufe) | Verkäufe |
| -------------- | ---------------------------------------------------------------------- | -------- |
| Italien (FIMI) | 2× Platin                                                              | 60.000   |
| Insgesamt      | 2× Platin ·                                                            | 60.000   |

### Auszeichnungen für Musikstreaming
Psy

| Land/Region     | Auszeichnungen für Musikverkäufe (Land/Region, Auszeichnung, Verkäufe) | Verkäufe  |
| --------------- | ---------------------------------------------------------------------- | --------- |
| Dänemark (IFPI) | 3× Platin                                                              | 5.400.000 |
| Insgesamt       | 3× Platin ·                                                            | 5.400.000 |

## Auftritte

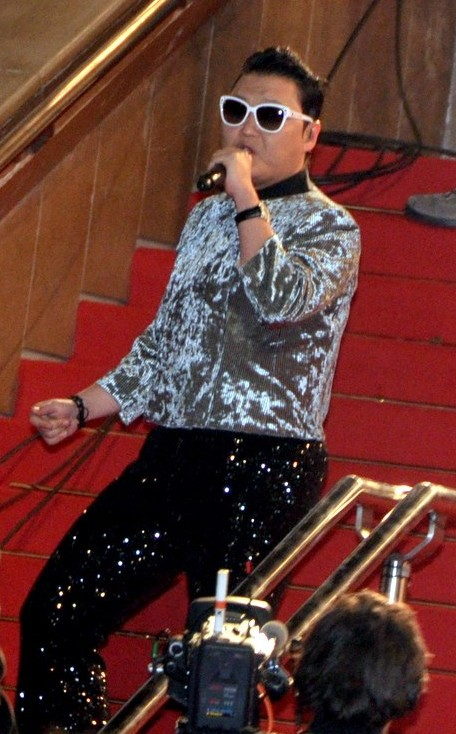
Psys Auftritt bei den französischen NRJ Music Awards 2013 in Cannes

Psy trat mit dem Lied bei zahlreichen Shows auf, wie etwa bei der von Stefan Raab moderierten Sendung TV total auf ProSieben. Außerdem wurde er anlässlich des Festaktes zum 85. Geburtstag des thailändischen Königs Bhumibol Adulyadej als spezieller Gast eingeladen. Hervorzuheben sind insbesondere die folgenden Auftritte:
- Washington, D.C.: Am 7. Dezember 2012 trat Psy bei der Fernsehshow Christmas in Washington auf. Im Publikum waren unter anderem der US-Präsident Barack Obama, die First Lady Michelle Obama.[100]
- New York: Am Silvestertag 2012 feierte Psy seinen 35. Geburtstag und trat am New Yorker Times Square vor mehr als einer Million Partygästen auf.[101]
- Shanghai: Kurz vor dem chinesischen Neujahr brachte Psy einigen der bekanntesten chinesischen Film- und Fernsehstars den Gangnam Style bei. Sein Auftritt auf der Bühne wurde als Aufzeichnung in der ganzen Volksrepublik China ausgestrahlt.[102]
- Rio de Janeiro: Auf dem Karneval in Rio 2013 stand Psy mit der brasilianischen Sängerin Claudia Leitte auf der Bühne. Mit durchschnittlich 2 Millionen Partygästen gehört der Karneval in Rio zu den größten Festen der Welt.[103]

## Oppa Is Just My Style

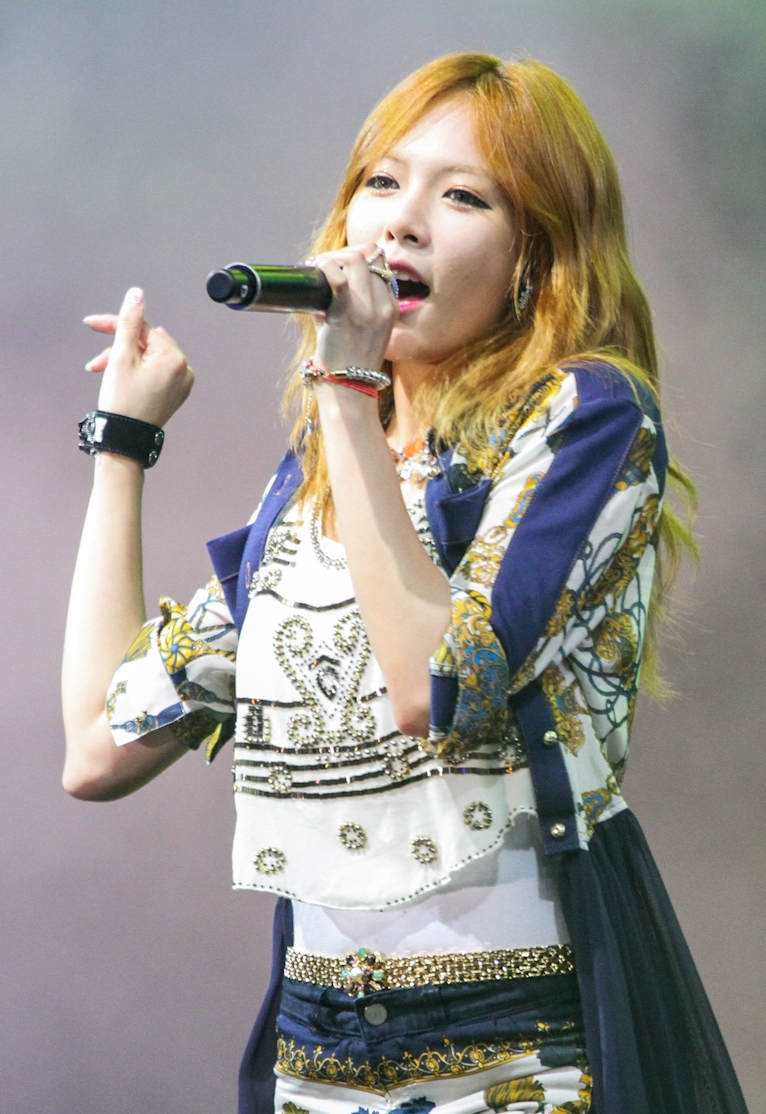
Hyuna, 2012

Oppa Is Just My Style (koreanisch: 오빤 딱 내 스타일) ist eine Coverversion des Liedes Gangnam Style, die Psy zusammen mit Hyuna aufgenommen hat. Das Video erreichte über 838 Millionen Klicks auf YouTube (Stand: Oktober 2024). Im Musikvideo sind sowohl Psy als auch Hyuna zu sehen, die gemeinsam mit einigen Tänzerinnen den Tanz aus Gangnam Style nachahmen.
Der Begriff Oppa bezieht sich auf eine Anrede, die jüngere Mädchen gegenüber älteren Jungen bzw. Männern anstelle des Vornamens verwenden; diese Anrede gehört zur koreanischen Altersetikette.

## Trivia
- Im Zuge der Veröffentlichung von Google Zeitgeist 2012 wurde bekannt, dass auf der entsprechenden Website ein Easter Egg enthalten ist. Dieses zeigt einen Roboter, das Maskottchen des Betriebssystems Android, der beim Überfahren eines kleinen Symbols erscheint und nach dem Vorbild des Gangnam Style tanzt.[106]
- In Deutschland war das Video aufgrund der Auseinandersetzung zwischen YouTube und der GEMA bis 2016 gesperrt.[107]